# 1993년 7월
| 1993년: 1월 · 2월 · 3월 · 4월 · 5월 · 6월 · 7월 · 8월 · 9월 · 10월 · 11월 · 12월 |

| <          | 1993년 7월  | 1993년 7월 | 1993년 7월 | 1993년 7월  | 1993년 7월 | >          |
| 일         | 월          | 화         | 수         | 목          | 금         | 토         |
|            |             |            |            | 1 5.12 계미 | 2 13 갑신  | 3 14 을유  |
| 4 15 병술  | 5 16 정해   | 6 17 무자  | 7 18 기축  | 8 19 경인   | 9 20 신묘  | 10 21 임진 |
| 11 22 계사 | 12 23 갑오  | 13 24 을미 | 14 25 병신 | 15 26 정유  | 16 27 무술 | 17 28 기해 |
| 18 29 경자 | 19 6.1 신축 | 20 2 임인  | 21 3 계묘  | 22 4 갑진   | 23 5 을사  | 24 6 병오  |
| 25 7 정미  | 26 8 무신   | 27 9 기유  | 28 10 경술 | 29 11 신해  | 30 12 임자 | 31 13 계축 |

| 편집하기 |

## 1993년7월 28일
- 안도라, 유엔에 가입하다.

## 1993년7월 26일
- 아시아나항공 보잉737 여객기 목포공항 착륙 직전 해남군 야산에 추락하다.